# 北海福成机场
北海福成机场是中國一個國內機場，位于广西壮族自治区北海市福成镇。 2023年該機場之旅客流量為2,139,453人次。

## 主航站樓
主航站樓一共有二層，呈長翼形，一層為國內到達大廳、行李提取區、出入口，二層為國內出發大廳、商場、值機櫃檯、安檢口、候機廳、登機口。

## 貨運區
貨運區位於機場北區，一共有三層，一層為出入口、貨運登記中心，二層至三層為寫字樓。

## 公務樓
公務樓一共有二層，呈长方形，一層為公務機到達大廳、行李提取區、出入口，二層為公務機出發大廳、商場、公務機專用值機櫃檯、安檢口、候機廳、登機口。

## 航線
2025夏秋航季
| 航空公司     | 目的地                                                         |
| ------------ | -------------------------------------------------------------- |
| 四川航空     | 成都/天府、重庆、哈尔滨、西安                                  |
| 成都航空     | 成都/天府、成都/双流、武汉、沈阳                               |
| 中国南方航空 | 广州、长沙                                                     |
| 天津航空     | 武汉、榆林                                                     |
| 长安航空     | 西安                                                           |
| 重庆航空     | 重庆                                                           |
| 厦门航空     | 杭州                                                           |
| 湖南航空     | 长沙                                                           |
| 西部航空     | 郑州                                                           |
| 江西航空     | 成都/天府、南昌                                                |
| 北部湾航空   | 济南                                                           |
| 中国东方航空 | 上海/虹桥、上海/浦东、武汉、南京、南京、合肥、赣州、宜昌、太原 |
| 春秋航空     | 沈阳、石家庄、合肥、大连                                       |
| 中国国际航空 | 北京/首都、成都/天府                                           |
| 中国联合航空 | 北京/大兴                                                      |
| 华夏航空     | 重庆、铜仁                                                     |